# It Had to Be You

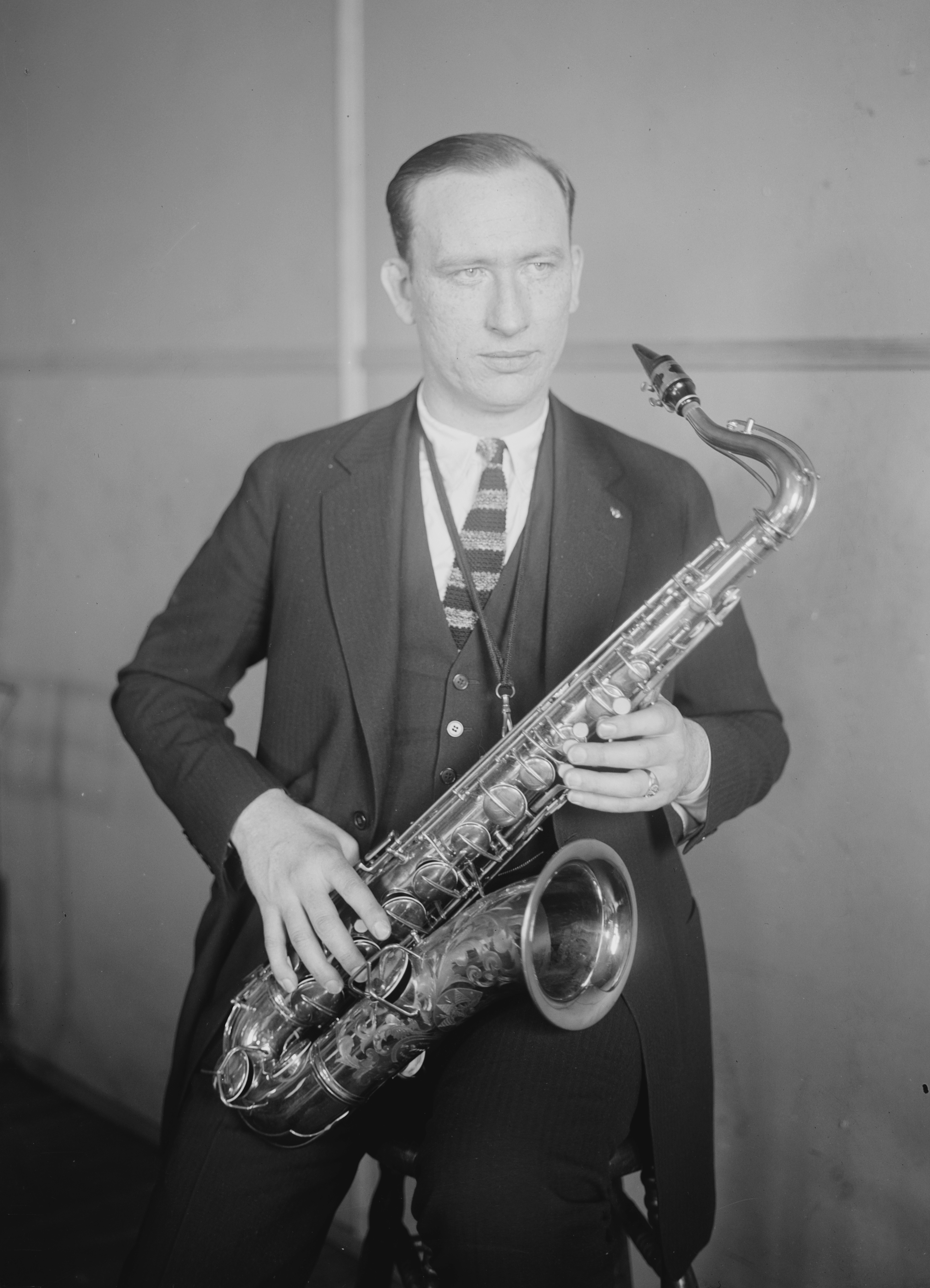
Isham Jones, Mitte der 1920er Jahre

It Had to Be You ist ein Song, der von Isham Jones (Musik) und Gus Kahn (Text) geschrieben und 1924 veröffentlicht wurde.

## Hintergrund
Isham Jones bekam zu seinem 30. Geburtstag von seiner Frau einen kleinen Flügel geschenkt; daraufhin soll er innerhalb einer Stunde vier Melodien komponiert haben, darunter „I'll See You in My Dreams“, „The One I Love Belongs to Somebody Else“ und „It Had to Be You“. Kahns Text reflektiert die Suche des Sängers nach einem idealen Partner und die Erkenntnis der Tatsache, dass niemand perfekt sei, „die Akzeptanz ihrer schlechten Laune und Rechthaberei, in einer Weise, die ihn manchmal traurig macht. Seine Liebe lässt ihn treu sein. Wenn er sie letztlich gewählt hat, dann nicht, weil sie perfekt ist, sondern ihn erregt. Mit all deinen Fehlern, sagt er ihr in einem zweideutigen Kompliment, liebe ich dich dennoch.“
„Die Mischung aus Liebenswürdigkeit und Unsicherheit – die Liebenswürdigkeit in der Musik und die Unsicherheit im Liedtext – vermittelte der Song einen mehr erwachsenen Standpunkt als man dies sonst in den 1920er-Jahren fand“, schrieben Philip Furia und Michael Lasser in America's Songs. „Typisch für die Zeit hat er geschlossene Reime, passend zu den kurzen melodischen Phrasen, aber er entwickelt sich mit einer zufriedenstellenden, wenn auch kryptischen Logik“.

## Erste Aufnahmen
Zu den Musikern, die den Song in den Vereinigten Staaten ab 1924 erstmals aufnahmen, gehörten Sam Lanin and his Orchestra, The Ambassadors, Marion Harris, Paul Whiteman and his Orchestra, Cliff Edwards, The California Ramblers, Isham Jones and his Orchestra, Aileen Stanley und Billy Murray mit Prince’s Orchestra, Chappie d'Amato mit Jack Hylton and his Orchestra.

## Spätere Coverversionen
Die Version von Red Nichols (1930) gelangte in die US-Charts (#19). In späteren Jahren gelang dies auch Artie Shaw (1941 und 1944) und Earl Hines (1944). Auch US-Stars wie Dinah Shore, Dick Haymes, Doris Day und Dean Martin interpretierten den Song. Der Diskograf Tom Lord listet im Bereich des Jazz insgesamt 506 (Stand 2015) Coverversionen.

## Verwendung in Filmen
It Had to Be You wurde 1936 von Ruth Etting in dem Kurzfilm Melody in May vorgestellt, von Priscilla Lane 1939 in dem Film The Roaring Twenties, von Ginger Rogers und Cornel Wilde 1947 in dem Film It Had to Be You, 1944 in dem Film Mr. Skeffington, und von Danny Thomas 1951 in dem Film In all meinen Träumen bist Du. Dooley Wilson sang ihn in Casablanca, George Murphy in Show Business (1944), Betty Hutton 1945 in Incendiary Blonde und Diane Keaton 1977 in Annie Hall. Auch am Ende von Harry und Sally (1989) wird das Lied verwendet.